# Treinverkeer
Het begrip treinverkeer wordt gebruikt om de hoeveelheid vervoer per trein weer te geven dat plaatsvindt in een bepaalde regio.
Bij 'beperkt treinverkeer' zijn er minder treinritten (transport van goederen of personen) dan gebruikelijk. Deze situatie komt meestal voort uit werkzaamheden aan het spoor, ongelukken, zelfdoding voor de trein of (extreme) weersomstandigheden.